# 2004 DM71
2004 DM71, também escrito como 2004 DM71, é um objeto transnetuniano que está localizado no Cinturão de Kuiper, uma região do Sistema Solar. Este corpo celeste é classificado como um cubewano. Ele possui uma magnitude absoluta de 7,3 e tem um diâmetro estimado com 160 km.

## Descoberta
2004 DM71 foi descoberto no dia 27 de fevereiro de 2004 pelo astrônomo Marc W. Buie.

## Órbita
A órbita de 2004 DM71 tem uma excentricidade de 0,031 e possui um semieixo maior de 43,375 UA. O seu periélio leva o mesmo a uma distância de 42,051 UA em relação ao Sol e seu afélio a 44,699 UA.